# 恒嘉融資租賃
中國恒嘉融資租賃集團有限公司，簡稱中國恒嘉融資租賃集團，以及恒嘉融資租賃（英語：「China Ever Grand Financial Leasing Group Co., Ltd.，港交所：0379），在1957年由鄭國和先生，於香港（總部）創立一家名為「福昌號」，主要業務生產品牌「Pme」設計及生產拋光臘及拋光輪。
中國方面則位於廣東省東莞市虎門鎮懷德社區矮崗塘仔8號。其股份在2002年11月13日於香港交易所主板上市。而在2010年初，山西煤炭运销集团有限公司收購佔81.69%股權，以拓展煤炭行業，再在在2010年11月8日，集團以5.8億港元收購日照嵐山萬盛港業有限公司股權成功。

## 連結
- pme8.com （页面存档备份，存于）
- egichk.com （页面存档备份，存于）